# بخش رومورانتن-لانتونه
بخش رومورانتن-لانتونه (به فرانسوی: Arrondissement de Romorantin-Lanthenay) یک بخش در فرانسه است که در لوآر-ا-شر واقع شده‌است.